# Schlacht in den Argonnen (1914)

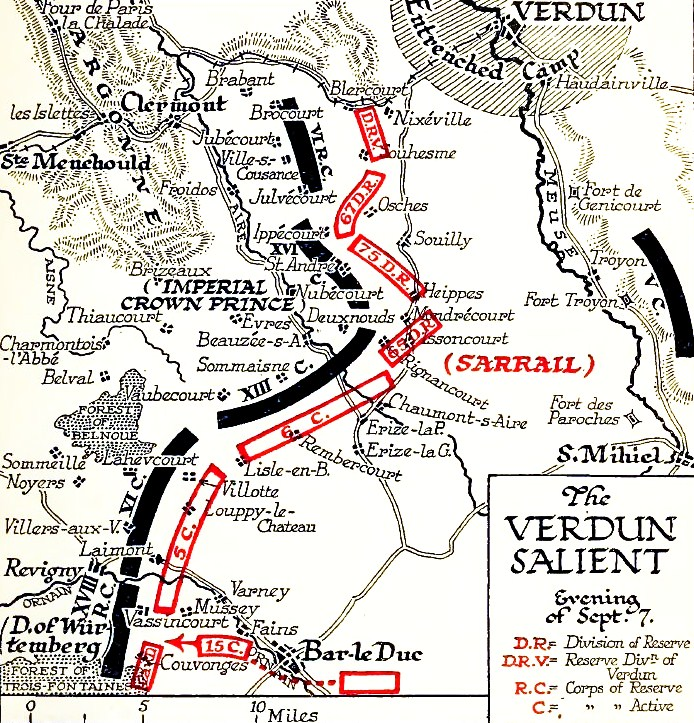
Lage zwischen Verdun und den Argonnen, 7. September 1914

Die Erste Schlacht in den Argonnen vom 6. bis 12. September 1914 spielte sich im Ersten Weltkrieg an der Westfront ab, sie fand gleichzeitig mit der Schlacht an der Marne statt. Der hochliegende Argonnen-Wald bot für den taktischen Verteidigungskampf große Vorteile. Durch die Annäherung der deutschen Truppen, welche einerseits im Westen die Argonnen durchschritten und anderseits im Osten in der Woëvre-Ebene vorrückten, war der vorspringende französische Festungsraum Verdun kurzfristig von der Abschneidung bedroht. Im Westen öffnete sich nach dem Durchgang der Argonnen eine Ebene, das Aire-Tal, das direkt nach Bar-le-Duc führt. Bar-le-Duc und Saint-Mihiel liegen etwa auf derselben Höhe geographischer Breite, wodurch die deutsche 5. Armee zu Beginn der Schlacht eingeladen war, an diesen beiden Punkten anzusetzen und den Durchbruch zu erzwingen. Es gelang der französischen 4. und 3. Armee in Abstimmung mit der allgemeinen Gegenoffensive an der Marne die deutsche 4. Armee über Vitry und die deutsche 5. Armee auf die Argonnen nach Norden zurückzudrängen und damit das wichtige nationale Bollwerk Verdun vor dem deutschen Zugriff zu sichern.

## Vorgeschichte
Seit dem 25. August war die Truppenzahl der Franzosen am östlichen Flügel in Lothringen und im Elsass zugunsten der sich im Raum östlich von Paris abzeichnenden Hauptschlacht reduziert worden: das 7. Corps und die 63. Reserve-Division (von der Armée d’Alsace); die 8., 10. Division und ein Teil der 2. Kavalleriedivision; Teile des 9. Corps; schließlich auch das 21. Corps wurden zuerst abtransportiert. Das 4. Corps war im Begriff, nach Paris abtransportiert zu werden, und sollte bald an der Schlacht am Ourcq teilnehmen.
Als General Maurice Sarrail am 30. August den Oberbefehl über die französische 3. Armee von General Pierre Ruffey übernahm, war diese bereits stark geschwächt und ein Torso neu zusammengewürfelter Verbände. Die 42. Division (bisher beim 6. Corps) war zur neu begründeten 9. Armee abgegeben worden, zwei weitere Divisionen und eine Brigade waren nach der Niederlage in der Schlacht bei Longwy völlig aufgelöst. Es blieben General Sarrail nur das 5. und 6. Corps sowie die 3. Gruppe der Reservedivisionen (67., 75. und 65.), die selbständige 72. Reserve-Division, die Teil der Garnison von Verdun war und die 7. Kavalleriedivision.

### Lage bei der deutschen 5. Armee
Anfang September verfolgte der linke Flügel der deutschen 4. Armee die Franzosen über Buzancy auf Sommerance, rechts davon schwenkte die Mitte der deutschen 5. Armee nach Süden in die Argonnen ein. Der Rückzug der französischen 4. Armee in Richtung auf Vouziers, erfolgte südlich des Ornain und östlich von Vitry. Die französische 3. Armee, die vergeblich eine Barriere zwischen den Argonnen und der Maas aufzubauen versuchte, musste sich auf Bar-le-Duc zurückziehen. Der Rückzug des französischen 5. Korps erfolgte über Gesnes und Cierges in den Raum nördlich von Montfaucon, während das 6. Korps bei Malancourt und Esnes Kontakt zur Garnison von Verdun hielt. General Sarrail musste auch die bisher erfolgreichen taktischen Gegenangriffe der 65., 67. und 75. Reserve-Division einstellen und dirigierte diese Einheiten an die Maas in den Raum südlich von Verdun. Die Vorhut der deutschen 5. Armee traf westlich und östlich Montfaucon auf die französischen Positionen, die sofort vom VI. Reserve-Korps und dem XVI. Armee-Korps angegriffen wurden. Die rückwärtigen Verbindungen gegenüber dem Festungsbereich von Verdun wurden vom deutschen V. Reserve-Korps, der Raum östlich der Festung vom V. Armee-Korps (General der Infanterie Hermann von Strantz) und der Hauptreserve von Metz bedroht.
Nachdem das deutsche VI. Armee-Korps am Abend des 4. September Sainte-Menehould durchquert hatte, nahm es die Straße nach Saint-Mard-sur-le-Mont als Marschachse nach Süden. Am rechten Flügel marschierte die 11. Division nach Sommeilles, während der linke die 12. Division auf Laheycourt und Villotte vorging. Man griff auf Vaubecourt an, ein Wald zwischen der Ferme Merchines und Villotte verhinderte den direkten Zugang nach Osten nach Lisle-en-Barrois. General Sarrail hatte hier vorsorglich die 7. Kavalleriedivision (General d’Urbal) verschoben. Es war bereits zu beobachten, dass sich dadurch vor Lisle-en-Barrois zwischen dem deutschen XIII. und VI. Korps-Korps eine Frontlücke auftat.

### Beteiligte Streitkräfte
Deutsche 4. Armee, Herzog Albrecht von Württemberg

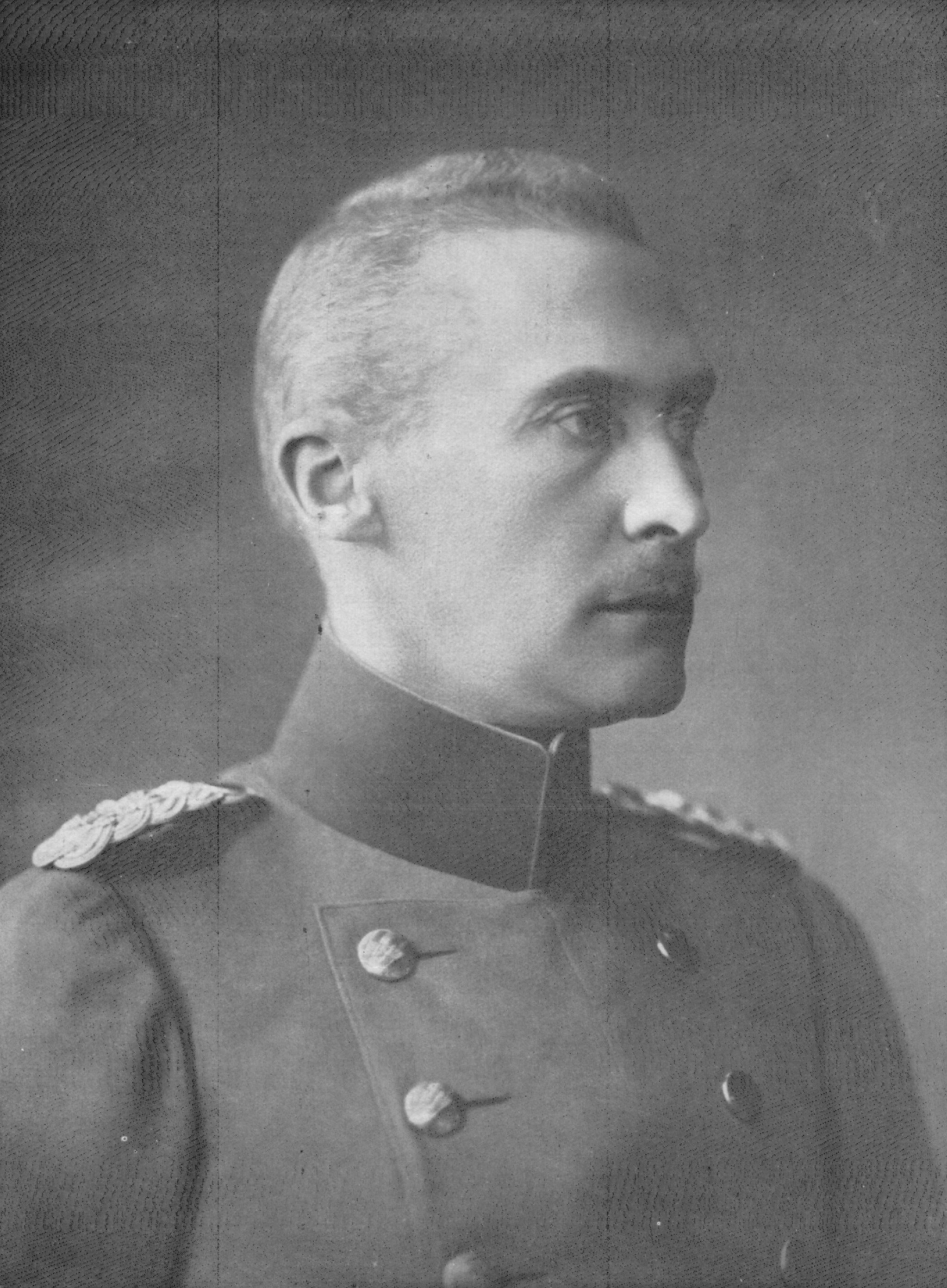
Herzog Albrecht von Württemberg

- VIII. Reserve-Korps, Gen. d. Inf. Wilhelm von und zu Egloffstein: 15. Reserve-Division – Gen.Lt. Eberhard von Kurowski, 16. Reserve-Division – Gen.Lt. Wilhelm Mootz
- XVIII. Armee-Korps, Gen. d. Inf. Dedo von Schenk: 21. Infanterie-Division – Gen.Maj. Ernst von Oven, 25. Infanterie-Division – Gen.Maj. Viktor Kühne
- IV. Kavallerie-Korps, Gen Lt. Gustav von Hollen: 3. Kavallerie-Division – Gen.Maj. Kurt von Unger, 6. Kavallerie-Division – Gen Lt. Egon von Schmettow
- XVIII. Reserve-Korps, General d. Inf. Kuno von Steuben: 21. Reserve-Division – Gen Lt. Hermann von Rampacher, 25. Reserve-Division – Gen Lt. Alexander Torgany

Deutsche 5. Armee, Kronprinz Wilhelm von Preußen

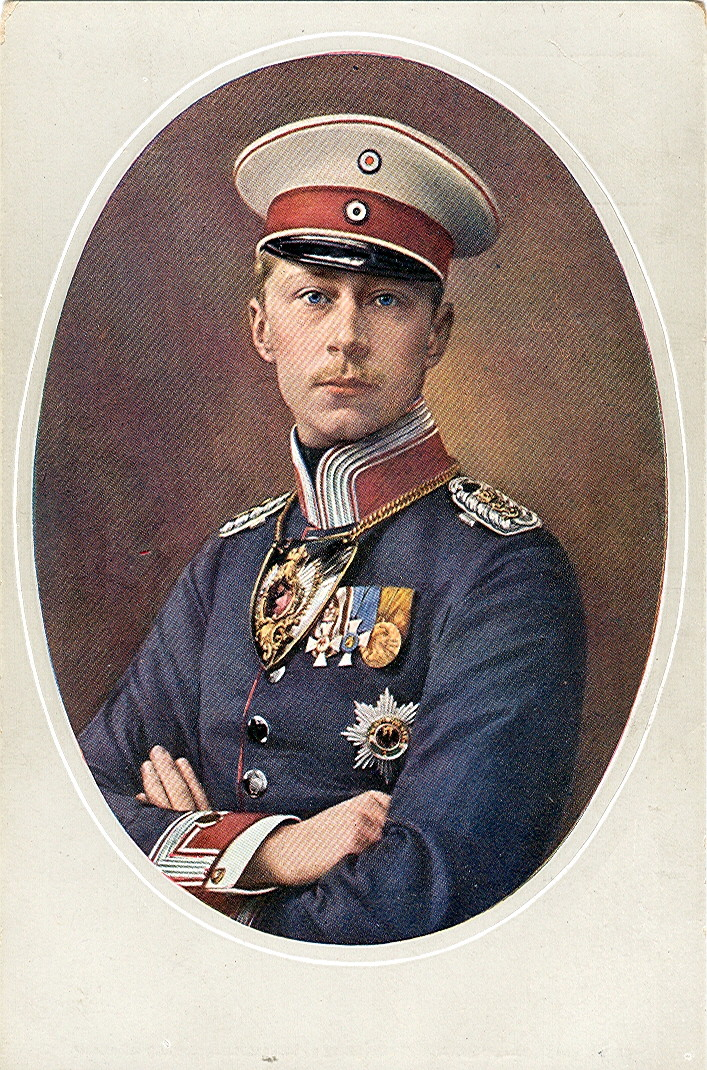
Kronprinz Wilhelm von Preußen

- VI. Armee-Korps, Gen. d. Inf. Kurt von Pritzelwitz: 11. Infanterie-Division – Gen Lt. Richard von Webern, 12. Infanterie-Division – Gen Lt. Martin Chales de Beaulieu
- XIII. Armee-Korps, Gen. d. Inf. Max von Fabeck: 26. Infanterie-Division – Gen Lt. Wilhelm von Urach, 27. Infanterie-Division – Gen Lt. Franz von Pfeil u. Klein-Ellguth
- XVI. Armee-Korps, Gen. d. Inf. Bruno von Mudra: 33. Infanterie-Division – Gen Lt. Franz von Reitzenstein, 34. Infanterie-Division – Gen Lt. Walter von Heinemann
- VI. Reserve-Korps, Gen. d. Inf. Konrad Ernst von Goßler: 11. Reserve-Division – Generalmajor Karl von Surén, 12. Reserve-Division – Generalleutnant Hinko von Lüttwitz

Französische 4. Armee, General Fernand Langle de Cary

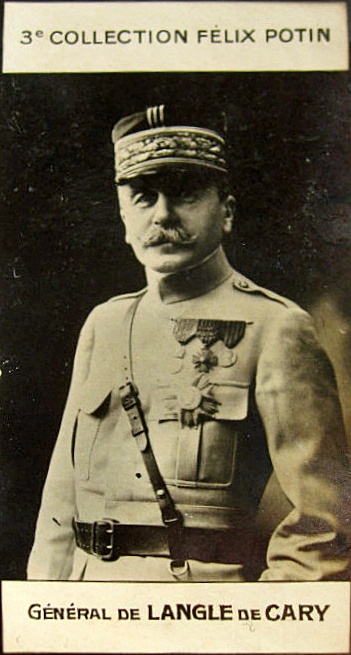

- 21. Corps (Epinal), General Émile Legrand-Girarde, ab 12. September General Paul Maistre – 13. Division: General Louis Baquet, 43. Division: General Pierre Lanquetot
- Kolonial-Corps (Paris), General Jules Lefèvre – 2. Kolonial-Division: General Paul Leblois, 3. Kolonial-Division: General Charles Leblond, ab 2. 9: Georges Goullet
- 2. Corps (Amiens), General Augustin Gérard – 3. Division: General Émilien Victor Cordonnier, 4. Division: General Charles Rabier

Französische 3. Armee, General Maurice Sarrail

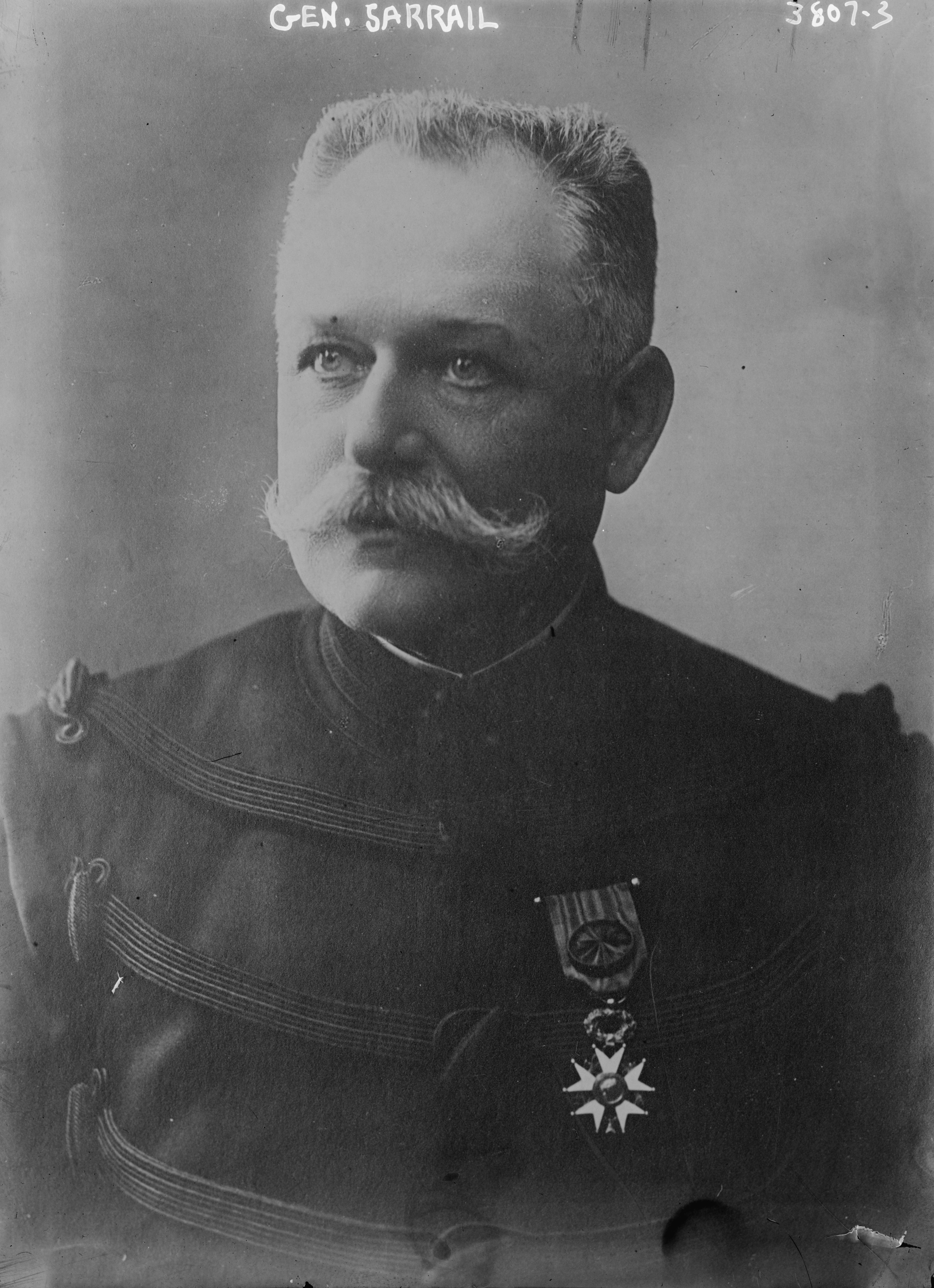
Maurice Sarrail

- 15. Corps (Marseille), General Louis Espinasse – 29. Division: General Jean Baptiste Carbillet, 30. Division: General François Léon Colle
- 5. Corps (Orléans), General Frédéric Henry Micheler – 9. Division: General Émile Martin, 10. Division: General Charles Auguste Roques, ab 6. September General Gossart (interim), ab 17. September Henri Gouraud
- 7. Kavallerie-Division: General Victor d’Urbal
- 6. Corps (Châlons-sur-Marne), General Martial Justin Verraux – 12. Division: General Frédéric-Georges Herr, 40. Division: General Marie Gaston Leconte, 54. Reserve-Division, General Jules Alphonse Chailley
- 3. Reservegruppe (General Paul Durand) – 65. Reserve-Division, General Brice Adrien Bizot, 67. Reserve-Division, General Henry Marabail, 75. Reserve-Division, General Charles Henri Vimard

Festungsbereich Verdun – Gouverneur General Henri Michel Coutanceau
- 72. Reserve-Division: General Jules Heyman
- 2. Kavallerie-Division: General Jean-Marie Varin

### Bedeutung der Festung Verdun und von Fort Troyon
General Henri Coutanceau, der Gouverneur von Verdun, hatte am 24. August seine Positionen zwischen Haudiomont und Ornes nach Osten ausgerichtet, eine Abwehrstellung mit drei Regimentern (164., 165., 166.), zehn Batterien und etwa 700 Geschützen eingenommen. Coutanceau hatte die 72. Reserve-Division (143. und 144. Brigade mit jeweils drei Regimentern) unterstellt bekommen, die aber General Ruffey bald für die Schlacht von Virton in seine Schlachtfront einreihte. Am 24. August hatte auch die neu gebildete Armée de Lorraine (General Maunoury) die Reserve-Regimenter für die Schlacht bei Étain unter sein Kommando gestellt. Dem Gouverneur von Verdun standen danach nur noch 13 Territorialbataillone für 41 Kilometer Front zur Verfügung. Ein deutscher Versuch, Verdun Ende August von Westen her durch Überfall zu nehmen, wurde trotz dieser günstigen Bedingungen nicht unternommen, weil hierzu die verbliebenen Kräfte nicht ausreichten. Da Verdun direkt vom Hauptquartier abhängig war, waren Coutanceau und Heyman, der Gouverneur und der Divisionär, nicht der 3. Armee unterstellt; aber sie haben mit Sarrail immer effektiv zusammengearbeitet.
Der französische Oberbefehlshaber Joseph Joffre befahl am 2. September General Sarrail, den Gouverneur von Verdun die aktiven Regimenter des Platzes und die 72. Reserve-Division wieder zur Verfügung zu stellen, um schließlich die Garnison um eine weitere Reservebrigade (die 108. der 54. Reserve-Division) zu verstärken. Die Festung Verdun war von einer neuen Demonstration der deutschen Truppen ab 4. September weder überrascht noch eingeschüchtert. General Coutanceaus Kanonen beherrschten aus ihrem Sektor Haudiomont die Umgegend. Der deutsche Kronprinz sah sich genötigt, vor der lang ausgedehnten Festungsfront erhebliche Truppen (V. A.K., Korps Oven, Landwehr) zur Überwachung zu belassen.
Die Festung Troyon lag südlich davon an der Maas, an einer der Ecken des verschanzten Lagers von Verdun. Das Fort krönte einen kahlen Bergrücken (Hügel 244) und bot einen Blick über die gesamten südlichen Argonnen. Nach Norden beherrschte es einerseits die Zugänge zur Brücke bei Lacroix-sur-Meuse und nach Westen den Durchgang des Aire-Tales bei Spada. Dort befand sich die Schwelle, deren Besitz es ermöglichte, von Lisle-en-Barrois über Pierrefitte in die Woëvre zu gelangen und damit den ganzen im Norden vorspringenden Festungsbereich abzuschneiden.

### Die Rolle der französischen 3. Armee
Eine der heikelsten Aufgaben, mit denen General Joffre seine Armeen betraute, fiel der 3. Armee zu. Ihre Front bildete einen eisernen Knoten, der alle Ketten der französischen Verteidigung am Frontpfeiler Verdun zusammenfasste. Um die Verbindung der beiden Flügel der Gesamtfront zu gewährleisten, war die Situation der französischen 3. Armee derart bestellt, dass sie im Bereich der östlichen Festungen manövrieren musste und auch gezwungen war, im schwierigen Gelände der Argonnen zu operieren. Ohne den Kontakt zu Verdun zu verlieren, etablierte sich die 3. Armee in Beauzée-sur-Aire und Vaubecourt und besetzte so diese flankierende Position, die sowohl dem Willen des Obergenerals als auch der besonderen Vorstellung von General Sarrail entsprach. Weil die deutsche 5. Armee nicht allzu scharf nachsetzte konnte sich die 3. Armee bis zum Abend des 5. September in die folgende Linie zurückgehen: Die 7. Kavalleriedivision, welche für die Verbindung mit der 4. Armee verantwortlich war, operierte in der Region Laimont. Zu ihrer Rechten hielt sich das 5. Corps mit der 10. und 9. Division an einer Linie von Noyers über Laheycourt-Louppy-Villotte bis zur Isle-en-Barrois, die Nachhut stand noch bei Triaucourt, Vaubécourt und Beauzée-sur-Aire. Nördlich davon anschließend hielten die Truppen des 6. Corps mit der 12. und 40. Division die Linie Saint-André-Rambercourt-Hargeville. Zum Schutz des westlichen Vorfeldes der Festung Verdun lagerten die 54. und 65. Reserve-Division um Souilly. Im Süden war das 5. Corps vom 2. Corps, das bei Cheminon stand, durch eine etwa zwanzig Kilometer breite Frontlücke getrennt, die nur von der 7. Kavallerie-Division gedeckt wurde. Im Osten trennte die 3. Armee auf einer Entfernung von fast 40 Kilometern von der 2. Armee des General de Castelnau. Das Hauptquartier der 3. Armee befand sich am Beginn der Schlacht in Ligny-en-Barrois.

### Schlacht an der Frontlücke von Revigny
Bataille de la trouée de Revigny
Am 3. September wurde die Nachhut der französischen 3. Armee nach den Kämpfen bei Apremont-la-Forêt durch die Truppen des deutschen Kronprinzen auf der Linie Varennes – Montfaucon zurückgeworfen. Die Masse der 5. Armee war bis zum Abend des 4. September weiter an die Linie St. Menehould – Clermont – Aubréville vorgerückt. Das 4. Kavallerie-Korps hatte beiderseits der Argonnen über St. Menehould und Clermont zu verfolgen. Das linke Flügelkorps (XVIII. A. K.) war über Ville-sur-Tourbe auf Valmy, das VI. Armeekorps über Varennes – Vienne-le-Château auf St. Menehould, das XIII. Armeekorps über Varennes – Clermont auf Les Islettes und das XVI. Armeekorps über Avocourt auf Auzeville angesetzt. Unter Nachhutgefechten wurde die deutsche Verfolgung an der Linie Courtisols – Courtemont fortgesetzt und am 5. September die Linie Vitry-le-François – Saint-Mard-sur-le-Mont erreicht.
Gemäß den Weisungen der O.H.L. vom 5. September hatte der rechte Flügel der deutschen 4. Armee über Vitry, der rechte Flügel der 3. Armee über Revigny-sur-Ornain vorzugehen und das Höhere Kavallerie Kommando 4 vor der Front der 4. und 5. Armee nach Saint-Mard aufzuklären. Der deutsche Plan bestand darin, über Vitry und Revigny in die oberen Täler von Seine, Aube, Marne und Ornain vorzudringen. Umgeben wird Revigny-sur-Ornain im Norden von Brabant-le-Roi im Nordosten von Laimont, im Osten von Neuville-sur-Ornain, im Südosten von Vassincourt, im Süden von Mognéville und Andernay, im Südwesten von Contrisson, im Westen von Rancourt-sur-Ornain sowie im Nordwesten von Nettancourt im Nordwesten. Das im Angriffsfeld liegende französische 5. Corps lag an der Linie Noyers nach Lisle-en-Barrois, links in Verbindung mit dem 2. Corps (General Gérard) der 4. Armee; zu seiner Rechten das 6. Corps (General Verraux) von Rembercourt-aux-Pots bis Saint-André, rittlings an der Aire; im engen Kontakt mit den Reservedivision von General Durand im Raum Souilly. Ganz rechts erweiterten die Truppen der Garnison von Verdun (72. Reserve-Division) die Abwehrfront. Das 5. Corps verfügte, nachdem es eine Brigade (die 17.) an das 6. Korps geliehen hatte, nur über die 10. Division (General Gossart) und die 18. Brigade (von der 9. Division, General Martin). während General Micheler auf die Ankunft der ersten Division des 15. Korps wartete, die hastig auf die Höhen von Véel gebracht wurde, musste es sich in Richtung Westen auf Vassincourt-Neuville-Louppy-Villotte verteidigen.
Die von der deutschen 5. Armee nach Süden vorgeführten Kräfte führten noch in der Nacht zum 5. September erhebliche Teilkämpfe beiderseits der Argonnen statt, zur Absicherung der Flanken mussten St. Menehould und Clermont in nächtlichem Überfall genommen werden. Der Kronprinz befahl für den 6. September, dass das VI. Reserve-Korps über Laheycourt—Villotte die Brücken über den Marne-Rhein-Kanal bei Revigny und Neuville in Besitz nehmen sollte. Das VI. Armee-Korps hatte über Laheycourt und Villotte nach Revigny vorzugehen; während das XVI. Armee-Korps zur Einnahme von Bar-le-Duc bestimmt war. Das XIII. Armee-Korps sollte von Triaucourt aus in Richtung Lisle-en-Barrois vorrücken und die Brücken von Mussey, Varney und Fains einnehmen. Die 27. Infanterie-Division bog bei Clermont ebenfalls in den Wald ein und marschierte über Les Islettes auf Brizeaux zu, die Argonnen lagen bald hinter dem rechten Flügel der 5. Armee. Am 5. September um 20 Uhr befand sich das XVIII. R.K. nach dem Übergang des Marne-Kanals bei Revigny im Vorgehen auf Bar le-Duc, während das IV. Kavalleriekorps die Lücke zwischen Sarrails und Langles Streitkräften ausnutzte.
Sarrails linker Flügel begann vor dem deutschen VI. Armee-Korps an der Linie Sommeilles-Noyers-Laimont zurückzugehen. Die Lücke an der Front zwischen Laimont und Revigny, die nur von der französischen 7. Kavalleriedivision ausgefüllt wurde, wurde zum Schwerpunkt der Schlacht. Am Tage zuvor geschlagen, konnte das 5. Corps am 6. September nicht mehr halten, das Schicksal der übrigen Armee war dadurch ernsthaft in Gefahr. Die Lücke bei Revigny hatte sich vergrößert: Vassincourt, das vom 46. Regiment (der 10. Division) gehalten wurde, musste evakuiert werden, die Artillerie des 5. Corps postierte auf die Bergrücken südlich von Mussey.
Joffres befahl General Micheler den Raum Revigny um jeden Preis zu halten, die Verstärkung des 15. Corps würde bald eintreffen. Um die Präsenz in der Frontlücke aufrechtzuerhalten, versuchte Oberst Malleterre, der Kommandeur der 19. Brigade, Vassincourt vergeblich zurückzuerobern. General Espinasse, hatte angesichts der Lage den Befehl erhalten, die Bewegung seines Corps zu beschleunigen. Seit dem 2. September war das 15. Corps von Lunéville her unterwegs, zuerst traf die 29. Division (General Carbillet) bei Mauvages und Houdelaincourt, dann die 30. Division (General Colle) bei Gondrecourt ein. Während dieser verschiedenen Alternativen behielt General Sarrail seine ganze Festigkeit und sein ganzes Vertrauen bei, da ihm die Ankunft des 15. Corps und auch dessen Teilnahme an der Schlacht versichert war. Die Angriffswucht der drei in dem engen Korridor von Revigny vordringenden deutschen Korps verdrängte alles, was vor ihnen den Weg verstellte. Die gesamte Linke Sarrails (10. Division) zog sich östlich des Waldes von Bugné, Louppy-le-Château und Villotte-devant-Louppy zurück. Die 89. Brigade, die bei Brabant-le-Roi angegriffen wurde, zog sich in Richtung Villers-aux-Vents zurück, das französische 5. Corps wurde in Richtung Louppy zurückgeworfen. Ein Befehl an die 10. Division forderte zur Rückeroberung von Laheycourt, General Roques wurde dabei aus nächster Nähe durch einen Gewehrschuss eines deutschen Kavalleristen getötet. Der Vormarsch der deutschen 5. Armee begann kaum zu wirken, als Durands Reservetruppen die Nachschublinie der 5. Armee durch einen Angriff auf Ville-sur-Cousances, St. André und Ippécourt bedrohten. Das selbst angegriffene VI. Reserve-Korps musste gegen den Cousances-Abschnitt bei Julvécourt einschwenken. Die deutsche Front war anstatt wie angestrebt nach Süden, jetzt nach Osten ausgerichtet.

## Die französische Gegenoffensive
Joffres Befehl zur Gegenoffensive trafen im Laufe des 5. September im Hauptquartier der 3. und 4. Armee ein, damit endete der französische Rückzug. Die 4. Armee sollte die Offensive des Herzogs von Württemberg stoppen, um der 3. Armee (Sarrail) zu ermöglichen, gegen die linke Flanke der Truppen des Kronprinzen anzugreifen, die weiter nach Süden vordrangen.
General Sarrail erhielt von Joffre den Befehl, die deutschen Truppen, die entlang des Argonnen-Waldes vorrückten, in Richtung Westen durch die Revigny-Schlucht anzugreifen und sich gleichzeitig nach Norden zu decken. Er organisierte seine Armee, indem er eine Brigade der 10. Division, bestehend aus dem 89. Infanterieregiment um Noyers und dem 46. Infanterieregiment bei Revigny um Brabant-le-Roi, verstärkt durch drei Gruppen Artillerie, Divisions-Ingenieure und Korps-Ingenieure, nach Westen ausgerichtet hatte. In der zweiten Linie waren das 31. und 331. Infanterieregiment zwischen Villers-aux-Vents und Laimont bereitgestellt. Der Rest seiner Armee, nämlich eine Brigade des 5. Corps, das 6. Corps und die drei Reservedivisionen blieben nach Norden ausgerichtet, um gegen jene deutschen Truppen zu kämpfen, die direkt aus dem Wald austraten. Die 7. Kavalleriedivision deckte den linken Flügel der Einheit in Richtung Revigny, Contrisson und Mognéville und musste sich dem 2. Corps der 4. Armee anschließen. An diesem Tag stand der rechte Flügel der deutschen 5. Armee 15 Kilometer südlich Clermont bei Triaucourt; immer länger zogen sich die in weitem Bogen um Verdun herumlaufenden Verbindungslinien und forderten in steigendem Maße die Abgabe starker Deckungstruppen.
Am 5. September um 18:30 befahl Sarrail dem 5. Corps den Angriff auf Laheycourt-Villotte und dem 6. Corps auf Nubécourt-Sommaisne vorzustoßen; zwei Reservedivisionen sollten bei Souilly die rechte Seite des 6. Corps unterstützen; eine weitere blieb in Chaumont-sur-Aire in Reserve. Die 54. Reserve-Division in Rembercourt-aux-Pots; die 7. Kavalleriedivision würde nach Lisle-en-Barrois angesetzt; schließlich die 72. Reserve-Division auf Souhesme-la-Grande. Zu Langles Rechten hatte das 2. Corps die Saulx und ihren Nebenfluss Ornain sowie Marne-Rhein Kanal passiert, der im Norden des Tals nur noch Vorposten in Richtung Revigny übrig lässt. Dem standen das VIII. Reserve- und XVIII. Armee-Korps gegenüber.
Am Abend des 5. September stand Langles Front in folgenden Positionen: Zu seiner Linken stand das 17. Corps dem sächsischen XIX. Armee-Korps zwischen dem Moorlager Mailly und der Eisenbahnstrecke Sommesous–Vitry gegenüber. In seiner Mitte im Delta von Vitry, wo die zusammenfließenden Gewässer von Ornain und Saulx in die Marne münden, standen die Verbände des 12. Korps und des Kolonialkorps dem VIII. Armee-Korps (General der Infanterie Tülff von Tscheppe mit 15. und 16. I.D.) gegenüber, dass die Stadt Vitry ohne große Schwierigkeiten besetzte und schnell eine starke Artillerietruppe hinter sich nachzog. Die französische 12. Division hatte auf Sommaisne anzugreifen, die 40. Division (General Leconte) wurde auf Seraucourt und Rignancourt versammelt, die 107. Brigade (der 54. Reserve-Division) stand östlich von Rembercourt als Reserve bereit. Die Front des französischen 6. Korps erstreckte sich über Beauzée nach Südwesten bis Vaubecourt, dem deutschen XIII. Armee-Korps gegenüber, die Kavallerie d'Urbals sicherte bei Lisle-en-Barrois. Das 5. Corps verlegte dem deutschen VI. und XVIII. Armee-Korps nördlich von Revigny und von Villotte bis Nettancourt den Weg. Die Verstärkungen des 21. Korps wurde am 5., 6. und 7. September morgens per Bahn in die Region Joinville-Vassy antransportiert. Die vom 5. Corps losgelöste 17. Brigade wurde bei Vaubécourt angegriffen und geriet unter das Feuer großkalibriger deutscher Artillerie. Die 40. Division stürzte sich über Deuxnouds bei Bulainville zuerst ins Gefecht; die 12. Division folgte und marschierte auf Evres.
General Paul Durand, der Kommandeur der 3. Reserve-Gruppe, nahm die 67. und 75. Reserve-Division von Issoncourt und Rambluzin zurück, während die 65. Reserve-Division in Heippes in Reserve aufgestellt wurde. Im Laufe des Vormittags rückten diese Divisionen wieder in Richtung der Dörfer Fleury-sur-Aire und Waly vor. Die Masse der 72. Reserve-Division, die 108. Brigade sowie des 164. und 165. Infanterieregiment griffen das deutsche XVI. A.K. in Richtung Jubécourt, Ville-sur-Cousances, Julvécourt an. Ohne den Kontakt zu Verdun zu verlieren, etablierte sich die 3. Armee in Beauzée-sur-Aire und Vaubécourt und nahm diese flankierende Position ein. Am Abend bildete die 65. Reserve-Division in der Region St.-Mihiel den rechten Flügel der 3. Armee. General Sarrail war gemäß den Befehlen von General Joffre im Nordosten bisher in Defensive gewesen, indem er die dortigen Reserve-Divisionen (67., 75., 65.) zwischen Courouvre und St.-Mihiel aufstellte. Zwei Reservedivisionen sollten bei Souilly die rechte Seite des 6. Corps unterstützen; eine weitere sollte in Chaumont-sur-Aire als Reserve gehalten werden. General Durand platzierte die 67. und 75. Infanteriedivision hinter Issoncourt und Rambluzin-et-Benoite-Vaux, während am rechten Flügel die 65. Reserve-Division in Richtung Heippes platziert wurde. Am Abend stand die Nachhut im Abschnitt des 5. Corps bei Noyers, Laheycourt und Pretz-en-Argonne und beim 6. Corps an der Linie Beauzée und Ablaincourt. Drei Reservedivisionen überquerten die Maas, die 67. Reserve-Division erreichte Courouvre, die 75. Reserve-Division Rupt-devant-Saint-Mihiel und die 65. Reserve-Division Courcelles-aux-Bois. Die 54. Reserve-Division war auf Rembercourt-aux-Pots und schließlich die 72. Reserve-Division auf Souhesme-la-Grande angesetzt. Die deutsche 33. Reserve-Division (General Bausch), die Metz verließ und von Landwehr- und Ersatzeinheiten unterstützt wurde, hatte am 6. den Hügel von Sainte-Geneviève von beiden Ufern der Mosel aus angegriffen. Sie bemühte sich, zwischen Pont-à-Mousson und Toul die französische Linien im Rücken zu nehmen.

### 6. September
Auch die deutsche 5. Armee griff am 6. September befehlsgemäß an, in Anlehnung an den linken Flügel der 4. Armee, um Triaucourt links schwenkend, in allgemeiner südöstlicher Richtung an. Die Masse der 5. Armee befand sich am Morgen des 6. September in der Region Givry-en-Argonne-Triaucourt-Sommeilles und marschierte am Fuße der Argonnen vor. Der deutsche Kronprinz gab Bar-le-Duc als allgemeines Ziel seiner Stoßtruppen aus, seine äußerste Rechte hielt über das VI. Armee-Korps die enge Verbindung mit dem XVIII. Reserve-Korps (von Steuben) der 4. Armee und in Richtung Revigny. Bei der deutschen 5. Armee sollten vorgehen: das VI. Armee-Korps von Charmontois und Triaucourt über Laheycourt und Villotte zur Besitznahme der Brücken von Revigny und Neuville-sur-Ornain, das XIII. Armee-Korps von Triaucourt Osthälfte und Evres über Lisle en Barrois und Rembercourt zur Besitznahme der Brücken von Mussey—Varney und Fains. Bei der 4. Armee war das VIII. Armee-Korps mit der 16. Division von Vitry-le-François in zwei Kolonnen beiderseits der Marne und mit der 15. von Vitry-en-Perthois über Marolles vorgegangen, wo es sich bald nur mit Mühe der französischen Gegenangriffe erwehren konnte. Das XVIII. Reserve-Korps hatte sich zur Unterstützung des rechten Flügels der 5. Armee vormittags mit der 25. Reserve-Division bei Possesse und mit der 21. bei St. Mard zum Angriff bereitgestellt. Das XVI. Armee-Korps hatte östlich des XIII. in den Kampf einzugreifen und Bar-le-Duc zu nehmen. Der deutsche Kronprinz sah sich aber am linken Flügel gezwungen, erhebliche Truppen zur Überwachung des Festungsbereiches Verdun abzustellen. Das VI. Reserve-Korps, das Montfaucon verließ, und die gesamte verfügbare Landwehr wurden in der Region Saint-André-Avocourt (VI. Reserve-Korps) und zwischen Avocourt und Consenvoye (Landwehr-Korps) eingesetzt. Das V. Reserve-Korps, das, nachdem es am 22. August bei Boismont, Bazailles und Joppécourt gekämpft hatte, der Bewegung der Armee nach Westen gefolgt war, hatte vor dem Überqueren der Maas angehalten und seine beiden Divisionen zwischen Romagne und Consenvoye etabliert.
Das VI. Armee-Korps (General von Pritzelwitz) hat den Befehl, über Laheycourt und Villotte nach Revigny anzugreifen; das XIII. Armee-Korps (General von Fabeck) musste von Triaucourt aus in Richtung Lisle-en-Barrois und Villette vorrücken und die Brücken bei Mussey, Varney und Fains einnehmen. Die Masse der Truppen der deutschen 4. Armee befand sich am Morgen des 6. September in der Region Givry-en-Argonne-Triaucourt-Sommeilles und marschierte in respektvollem Abstand am Fuße der Argonnen. Das rechte Flügelkorps (VI.) ging von Givry en Argonnes über Nettaucourt auf Revigny-Villers aux Vents, der linke Flügel der Armee etwa auf St. André vor. Die ihr gegenüberstehende französische 3. Armee (Sarrail) war durch Abgabe des 4. Korps nach Paris und der 42. Infanterie-Division des VI. Armeekorps an die Armee Foch zwar zahlenmäßig vermindert, ihre Kampfkraft aber durch den Rückzug der letzten Wochen noch nicht geschwächt.
Ab 5:30 Uhr bombardierte die deutsche Artillerie Sommeilles, Nettancourt dann Noyers und Auzécourt. Der Aufmarsch des französischen 5. Corps um Noyers und Brabant-le-Roi konnte nicht rechtzeitig durchgeführt werden. Nachdem die 17. Brigade an das 6. Corps ausgeliehen war, waren nur die 10. Division (General Gossart) und von der 9. Division die 18. Brigade (General Martin) im Einsatz. Die 10. Division (General Roques) kam mit den deutschen Truppen zuerst in Kontakt, die zwischen den Höhen von Noyers-Brabant-le-Roi und dem Wald von Belnoue eingedrungen waren. Die deutschen Truppen erreichten Laheycourt und überraschten den Kommandoposten des dabei tödlich verwundeten Generals Roques. Die französischen Außenposten zogen sich zurück und die deutschen Truppen rücken vor, sie erobern Sommeilles und drangen von Norden her in Laheycourt ein. Gegen 10 Uhr morgens hielt ein Gegenangriff des französischen 46. Infanterieregiments die neue Linie nordwestlich von Villers-aux-Vents aufrecht. Ein neues deutsches Bombardement, gefolgt von einem Infanterieangriff, führte zur Öffnung einer Bresche zwischen den beiden französischen Armeen. Die deutsche Infanterie setzte ihr Vorgehen aus dem Wald zwischen Sommeilles und Laheycourt fort, die Verteidigungslinie zwischen Noyers und Brabant gab nach. Der Angriff des 6. Korps richtete sich über Beauzée um hier – im Aire-Tal – den linken Flügel der deutschen 5. Armee zu treffen. Auch aus Verdun heraus wurde in Richtung Ippécourt ein heftiger Vorstoß gegen die deutschen Deckungstruppen unternommen. Gegen 10 Uhr vormittags war auf der ganzen Linie Sommeilles – Vaubécourt – Beauzée der Kampf entbrannt. Die Streitkräfte des 6. Korps standen bei Nubecourt und Beauzée-sur-Aire dem deutschen XVI. Korps (von Mudra) gegenüber. Während die 40. Division vor allem bei der 79. Brigade schwere Verluste erlitt, konnte die 12. Division ihren Angriff fortsetzen: Die 23. Brigade (General Huguet) griff auf dem südlichen Rand von Beauzée an, die 24. Brigade (Oberst Gramat) auf der linken Seite. Die 132. Brigade, zunächst in Reserve, erhielt am Nachmittag den Befehl, in Richtung Sommaisne-Pretz-en-Argonne anzusetzen. Die 75. und 67. Reserve-Division, beide aus Verdun kommend, griffen rechts von der 12. Division bei Beauzée an. Gemäß den Befehlen des Generals Verraux hatte die 12. Division die Linie La Papeterie bis zum Hügel 294 zu halten und auf Pretz-en-Argonne und Sommaisne anzugreifen. Die 40. Division hält die Straße von Beauzée bis zum Hügel 264 und sollte auf Bulainville angreifen. Das V. Reserve-Korps (General von Gündell) stand nördlich von Verdun und beobachtete die Bewegungen der Garnison von Verdun. Die 10. Reserve-Division (General von Wartenberg) besetzte die Umgebung von Romagne-sous-les-Côtes. Rechts davon führen die deutschen Streitkräfte (VI. und V. Reserve- sowie 2. Landwehr-Korps) von Osten nach Westen, einen Vorstoß in Richtung der Argonnen durch. Die französischen Gegenstöße unter General Coutanceau, die am frühen Vormittag begannen, zeigten schnell sichtbare Wirkung: Von Avocourt über Cousances, Rarécourt, Jubécourt bis Julvécourt sah sich das VI. Reserve-Korps (General von Goßler) selbst schwer bedrängt.
Am Beginn des Nachmittags wurden die deutschen Angriffe immer heftiger und führten zur Einnahme von Brabant und Revigny. General Gossart, der interim das Kommando über die 10. Division übernahm, errichtete am Abend eine Verteidigungslinie entlang Neuville-sur-Ornain, Laimont und Fontenoy. Angesichts eines deutschen Angriffs wurde Laimont schließlich evakuiert, während Einheiten des 2. Korps bei Contrisson und auf den Brücken am Kanal zwischen Pargny und Revigny noch standhielten.
Auch gegenüber dem französischen 2. Korps wurden die deutschen Angriffe durch heftiges Artilleriefeuer aus Heiltz-l'Evêque und Heiltz-le-Maurupt unterstützt. Im Laufe des Vormittags wurde der Saint-Dizier-Kanal westlich von Le Buisson überschritten. Das französische 12. Corps verlor am Morgen Frignicourt, Courdemanges und Huiron, aber die Deutschen nutzten ihren Erfolg nicht aus und die Franzosen eroberten die beiden letztgenannten Dörfer am Abend zurück. Um 15 Uhr fielen alle Brücken bis Etrepy in deutsche Hände. Pargny wird von Norden und Westen angegriffen, widersteht jedoch allen Angriffen.
Am Abend des Tages hielt sich das 5. Corps noch bei Vassincourt und Neuville-sur-Ornain. General Verraux, Kommandeur des 6. Corps, befahl die Ausgänge von Pretz-en-Argonne und Vaubecourt um jeden Preis zu halten. Die 12. Division hatte ihre Stellungen auf einer Linie zwischen Sommaisne, der Papierfabrik und den Wäldern von Renonlieu gehalten. Die französische 40. Division war in der Region Seraucourt, Rignaucourt konzentriert und musste am rechten Ufer der Aire eine Bewegung nach Norden beginnen, um den linken Teil der deutschen Armee zu bedrohen. Im Laufe des Nachmittags rückte die 24. Brigade bestehend aus dem 106. und 132. Infanterieregiment in Richtung Pretz-en-Argonne vor, das sie sowie die Bergrücken im Norden besetzten. Die 17. Brigade der 9. Division hielt die Ausgänge aus den Wäldern nordwestlich von Vaubecourt. Nach einem heftigen Kampf am Saint-Dizier-Kanal überquerten die Deutschen am 6. September das Südufer und konnten die Linien des Kolonialkorps an der Linie Blaise – Norrois – Matignicourt auf der linken Seite nicht überwinden; auf der rechten Seite fielen aber Vauclerc und Ecriennes. Unter dem Druck der deutschen Truppen zogen sich die Einheiten nach Süden über Vaubecourt zurück. Die bei Seraucourt und Rignaucourt stationierte 40. Division zog sich nach Westen durch Deuxnouds-devant-Beauzée zurück. Die Außenposten hielten während der Nacht Neuville-sur-Orne, den westlichen Rand des Bugné-Waldes, Louppy-le-Château und Villotte-devant-Louppy.
In der Nacht hielt sich das 6. Korps auf folgender Linie: die 12. Division bei Rembercourt; die 40. Division nördlich von Seraucourt; die 107. Brigade links vom Armeekorps, die 17. Brigade gegenüber Vaubécourt. Die Lage der Franzosen im südlichen Abschnitt bei der 10. Division blieb kritisch, die Lücke von rund zehn Kilometern trennte die 3. Armee von der 4. Armee: Das 2. Korps (General Gérard) war tatsächlich gerade von Sermaize nach Cheminon zurückgegangen und die Truppen des deutschen XVIII. Reserve- und des VI. Armee-Korps versuchten in enger Verbindung den erhaltenen Befehlen folgend, durch das Saulx-Tal und den Trois-Fontaines-Wald die Höhen westlich von Bar-le-Duc zu umgehen. Die Front des französischen 5. Corps wurde bis zur Linie Laheycourt-Laimont zurückgedrängt. Anstatt dass die 4. Armee Unterstützung leisten konnte, war es das 2. Corps, dass und um 13:45 Uhr bei seinen rechten Nachbarn selbst Hilfe in Richtung Sermaize forderte und Villotte-Laimont um jeden Preis festhielt. Den ganzen Tag über verteidigte sich die 5. Korps an der Linie Vassincourt – Louppy-le-Château – Villotte, allerdings mussten Villers-aux-Vents, Brabant-le-Roi, Revigny und Laimont von den Franzosen aufgegeben werden. Gegen 10 Uhr begann der französische Angriff: links passierte die 17. Brigade Pretz und erreichte den Westen von Evres, musste dann – flankiert vom deutschen Feuer – zurückgehen. Das Zentrum des Korps musste Sommaisne, Beauzée und Deuxnouds aufgeben und zog sich westlich von Seraucourt zurück. Auf der rechten Seite griff die 40. Division, ausgehend von Seraucourt, in Richtung Saint-André an. Nachdem sie den ganzen Tag im Wald gekämpft hatte, gingen ihre Verbände nachts nach Seraucourt zurück. Die 3. Gruppe der Reservedivisionen griff über Issoncourt und Souilly in Richtung Saint-André-Ippécourt an.
Am Abend des 6. September war der französische Widerstand fast gebrochen. Das rechte Flügelkorps (VI.) der 5. Armee hatte Revigny erreicht, auf der übrigen Front waren die Franzosen empfindlich ostwärts zurückgedrängt. Das französische 5. Corps war bis zur Linie Laheycourt-Laimont zurückgedrängt; diese Orte, die den Schlüssel der Verteidigung an der Lücke zwischen Revigny und Bar-le-Duc wurden bombardiert. Das 5. Corps hatte Befehl, Villotte-Laimont um jeden Preis zu halten, man blockierte damit weiterhin den Durchgang durch die Lücke. Bei Revigny bedrohte das XVIII. Reserve-Korps die linke Flanke des 5. Corps. Sarrails rechter Flügel bedrohte seinerseits die deutschen Verbindungen an den Cousances; das Zentrum war weiterhin nicht in der Lage voranzukommen. In der Nacht formierte sich das 6. Corps auf folgender Linie: die 12. Division in Richtung Rembercourt; die 40. Division nördlich von Seraucourt; die 107. Brigade links vom Armeekorps, die 17. Brigade gegenüber Vaubécourt.
Das französische 15. Corps tauchte am Abend des 6. September, zur kritischsten Stunde auf: seine Vorhut füllte die Lücke auf. Im Vertrauen auf diese nun gesicherte Intervention und beharrlich auf seinem etwas riskanten System, den Kontakt mit dem Ort aufrechtzuerhalten, schickte Sarrail die 7. Kavalleriedivision (General d’Urbal), um deutsche Bewegungen zu parieren, die bedrohlich wurde, denn das deutsche V. Armee-Korps drang in die Woëvre-Ebene ein. Der Kampf zwischen Julvécourt bis Laimont dauerte bis zum Einbruch der Dunkelheit.
Am Abend befahl die deutschen 5. Armee, dass der Angriff am nächsten Tag (7. September) mit dem Ziel Bar-le-Duc fortgesetzt werden soll. Zu diesem Zweck wurden Teile des XVIII. Reserve-Korps der 4. Armee umgruppiert, um den rechten Flügel der 5. Armee zur Vorbereitung der Offensive auf Laimont-Chardogne zu verstärken. Im Süden operieren die aktiven Korps und zunächst das XVI. Armee-Korps (General von Mudra). Die Regimenter der 33. Infanterie-Division (General Reitzenstein) befanden sich in Saint-André, Ippécourt und Julvécourt; die der 34. Division (General von Heinemann) bei Rubécourt und Bulainville sowie bei Fleury-sur-Aire.

### 7. September
Am Morgen des 7. September um 8:45 Uhr, als das 15. Korps begann, die Hügel in der Frontlücke aufzufüllen, telegrafierte Joffre an Sarrail in seinem Hauptquartier in Ligny-en-Barrois: „Mit den Kräften, die Ihnen zur Verfügung stehen, sind Sie in der Lage, dem Feind standzuhalten und ihm sogar eine Niederlage beizubringen. Sie leisten damit wertvolle Unterstützung für die 4. Armee, die über beträchtliche Kräfte verfügt und aus eigener Kraft stark sein muss.“ Am Abend des Tages blieb die 72. Reserve-Division von Verdun in Ville-sur-Cousances und Julvécourt und bedrohte weiterhin von den Wäldern von Prix-Saint-Pierre und Souhesmes aus die Verbindungen des Kronprinzen. Das 6. Korps und die verstärkende Reservedivision halten die Linie von Souilly über Séraucourt nach Rembercourt. Zwar war das 5. Corps zusammengebrochen, aber nachdem es sich nun an der Front Villotte-devant-Louppy, Neuveille-sur-One, Vassincourt erholt hat, hat es die Brücken von Vassincourt, Mussey und Varney nicht verloren, zumindest vorübergehend, rettete Bar-le-Duc. Das 15. Corps war seit dem 2. September unterwegs, nachdem es die Gegend von Lunéville verlassen hatte. Die Truppen waren am 3. September in drei Etappen nach Vaucouleurs marschiert, hatte sich am 4. ausgeruht und waren am 5. und 6. in Richtung Gondrecourt aufgebrochen. Ab dem 6. September kam die 29. Division bei Mauvages und Houdelaincourt an, die 30. Division bei Gondrecourt; und am Abend desselben Tages befahlen neue Befehle der 29. Division (General Carbillet), am 7. September um 7 Uhr morgens auf den Höhen von Véel westlich von Bar-le-Duc zu sein, um sich im Laufe des Vormittags eine Verteidigungsflanke zu formieren, die den linken Teil der Sarrail-Armee deckte und die Lücke schließt. Die 29. Division positionierte sich am 7. September wie vorgeschrieben an der Front von Fains-Véel-Combles, während die 30. Division (General Colle) im Hinterland bei Longeville-ferme le Chêne Stellung bezog. General Carbillet, der das Kommando übernahm, blieb auf alle Eventualitäten vorbereitet und überwachte die Aktionen des 2. Corps zu seiner Linken und des 5. Korps zu seiner Rechten. Um 17:30 erfuhr er, dass Vassincourt gerade vom Feind eingenommen worden war; sofort bereitete man den Gegenangriff vor, um das Dorf zurückzuerobern. Die 29. Division begann gegen 19 Uhr in Absprache mit der 19. Brigade (Oberst Malleterre) des 5. Korps mit der Bewegung.
Neue Befehle brachten die 29. Division am 7. September um 7 Uhr morgens westlich von Bar-le-Duc auf den Höhen von Véel, während die 30. Division im Hinterland bei Longeville-ferme le Chêne Stellung bezog. Deutsche Truppen griffen Laimont an, um 15 Uhr wurde Villers-aux-Vents besetzt. Das deutsche XIII. A.K. drängte zur Linie Vaubecourt-Evres durch, das VI. A.K. kämpfte um Bulainville um durch das Aire-Tal den Vormarsch auf Bar-le-Duc erzwingen zu können.
Im Zentrum der 3. Armee hatte General Verraux, Kommandeur des 6. Korps, seinerseits den Befehl erhalten, die am Vortag begonnene Offensive fortzusetzen. Die 12. Division, die in einer auf das Signal von Fayel versammelt wurde, sollte nordöstlich von Rembercourt-aux-Pots vordringen. Das 5. Corps hatte die Flanke des 6. Korps schützen. Die 65. Reserve-Division nahm die Offensive wieder auf und versuchte, die Aire-Passagen bei Beauzée und Bulainville zu erreichen.
Für den 7. September erteilte der Herzog von Württemberg folgende Befehle: Das VIII. Armee-, VIII. Reserve- und das XVIII. Armee-Korps wurden angewiesen, auf der Linie von San-Remy anzugreifen. Die Divisionen des XVIII. Reserve-Korps hatten in südwestlicher Richtung entlang des Nordufers des Rhein-Marne-Kanals auf Sermez vorzugehen. Die 25. Reserve-Division hatte über Mondeville nach Trois-Fentin vorzurücken, für den Fall, dass sie die Offensive der rechten Flanke der 5. Armee unterstützen müsste. Generell erzielte die deutsche 4. Armee an diesem Tag nur geringe Geländegewinne. Das VIII. Armee-Korps, das auf beiden Seiten der Marne vorrückte, stieß am rechten Ufer auf starken Widerstand des französischen Kolonialkorps: diese Begegnung wurde heftiger, ohne dass es noch zur Positionsänderung kam.
In der Hoffnung, dass das XVIII. Armee-Korps infolge des Vorgehens des rechten Armeeflügels den vorliegenden Abschnitt bald überwinden werde, befahl der Herzog von Württemberg um 11 Uhr vormittags dem XVIII. Reserve-Korps, abzuwarten, bis die 25. Division Sermaize nach Süden durchschritten habe. Auf diesen Befehl hin ließ General der Infanterie von Steuben die 21. Reserve-Division anhalten. Sie war inzwischen von Rettancourt auf Broil abgebogen. Die 25. Reserve-Division stieß dagegen über Rancourt gegen den Feind bei Revigny vor. Auf diese Weise hatten die beiden Divisionen den Flügel innerhalb ihres Korps getauscht. Die Truppen des VIII. Armee-Korps drangen südlich Vitry le Francois über die Eisenbahn und auf ihrem linken Flügel über den Kanal bei Pargny und Sermaize vor, währenddessen stand bei der französischen 4. Armee der Tag hauptsächlich im Zeichen heftiger Artilleriekämpfe.
General Verraux nutzte die Kavallerie des General d’Urbal (7. Kavalleriedivision), die an seiner Seite kämpfte: diese wurde zunächst links dirigiert, um bei Condé-Génicourt „die Lücke zu schließen“, manchmal nach rechts geschickt, um den Abstand den Korridor bei Pierrefitte zu verschleiern. Die 67. und 75. Reserve-Division auf der rechten Seite eroberten Ippecourt im Angriff (um es am nächsten Tag wieder zu verlieren), während das 6. Korps auf beiden Seiten hartnäckigen Widerstand leistete Rembercourt und auf der linken Seite das 5. Korps, das um Vassincourt heftige Angriffe erfuhr. Die französische Linie war durch den deutschen Angriff an diesem Tag nicht ins Wanken geraten. Während sich das 5. Korps (unterstützt vom 15. Korps) in einem Kordon auf einer langen schrägen Linie von Cheminon nach Lisle-en-Barrois entwickelte, war das 6. Korps in dem engen Korridor an den beiden Ufern der Aire, an der Naht von Vaux-Marie und Érize-la-Petite gelegen. Am 7. September abends teilte die 4. Armee mit, dass sie trotz ihrer heutigen heftigen Abwehrkämpfe gegen feindlichen Angriff am Ornain-Abschnitt doch am 8. ihren eigenen Angriff, mit linkem Flügel in Richtung Vassincourt fortsetzen werde. Die Front der 3. Armee war nach Nordwesten gerichtet, im Osten war man durch das verschanzte Lager von Verdun (Festung Troyon) gedeckt. Am rechten Ufer der Aire biwakierte die 65. Reserve-Division nördlich des Baches Serancourt und die 40. Division südlich davon.
Bei der deutschen 5. Armee war der 7. September durch einen zähen Kampf gegen die feindliche Stellung in Linie Laimont – Louppy le Château – Beauzée – Ippécourt ausgefüllt. Auf dem östlichen Maas-Ufer begann das V. Armee-Korps den Angriff auf das französische Sperrfort Troyon. Die 5. Armee befand sich an der Linie Laimont – Louppy le Château – Beauzée – Ippécourt. Auf dem östlichen Maas-Ufer eröffnete das V. Armee-Korps den Angriff auf das französische Sperrfort Troyon. General Coutanceau hatte dem Kommandanten der Festung Troyon befohlen, bis zur letzten Sekunde und bis zum letzten Mann durchzuhalten, auch wenn sie in den Kellern der Kaserne Zuflucht suchen mussten. Es war wieder die 7. Kavalleriedivision, deren Mobilität genutzt wurde – ihr Weg führte vom Bois de Trois-Fontaines bis zur Maas.

### 8. September: der kritische Tag der Schlacht
Die Straße nach Bar-le-Duc schien sich für die deutschen Truppen zu öffnen, nur mit großer Mühe gelang es den Truppen Sarrails, sie am Abend des 7. weiterhin zu blockieren. Zunächst musste die provisorische Verbindung zwischen den beiden Armeen bei Cheminon verstärkt werden, indem sofort zwei Kavallerieregimenter entsandt wurden. Sehr früh versuchte die Armee des Kronprinzen wieder zwischen dem 5. und 6. Corps, also zwischen Mussey und Fains, durchzubrechen. Glücklicherweise hatte das 15. Corps (General Espinasse) zwei Jägerbataillone, zwei Husarenschwadronen und eine Artilleriegruppe nach Couvonges geschickt, um den linken Teilen des 5. Corps bei Vassincourt zu stützen. Eine Brigade des 15. Corps sollte Vassincourt am Abend des 7. zurückzuerobern, nach Absprache mit dem 5. Korps wurde der Angriff auf den 8. September um 4 Uhr morgens verschoben. Früh am 8. September, versuchte die deutsche 5. Armee weiterhin zwischen dem französischen 5. und 6. Corps, also zwischen Mussey und Fains durchzubrechen. Um 4 Uhr morgens eroberte eine Brigade des 5. Corps gemeinsam mit einer Brigade der Division Carbillet Vassincourt zurück. Eine Brigade des 15. Corps wurde von Vassincourt in Richtung Revigny gelenkt, kam aber nicht voran. Weitere Brigaden traten in der Nähe von Louppy und Mognéville in Aktion; dennoch gingen Villotte und Louppy-le-Château verloren. General Gérard hatte Sermaize verloren, während sein Nachbar General Micheler Laimont verlor.
Sarrail traf am Morgen des 8. September seine Vorkehrungen, um an beiden Punkten seiner halbmondförmigen Front gleichzeitig angreifen zu können. Er hatte bereits einen klaren Überblick über die Lage erhalten und befahl dem General Espinasse, alle am Südufer des Ornain stationierten Truppen und die gesamte 30. Division direkt jene deutschen Truppen im Norden anzugreifen, die versuchten den Bois des Trois-Fontaines zu verlassen und nach Südwesten in Richtung Bar-le-Duc zu stoßen. Am Südrand der Stellung erhielt sein 5. Corps die Aufgabe die Verbindung mit der 4. Armee aufrechtzuerhalten: Die 30. Division des 15. Korps war bereits von Fains nach Combles verteilt und war bereit zu operieren. Mittags begann man sich dort zu befestigen und Schützengräben auszuheben. Mit klarem Überblick über die Lage befahl Sarrail General Espinasse, alle am Südufer des Ornain stationierten Truppen unter sein Kommando zu nehmen und mit der gesamten 30. Division den Feind direkt im Norden anzugreifen, die versuchten, aus den Bois des Trois-Fontaines auszutreten und nach Südwesten in Richtung Bar-le-Duc zu stoßen. Als die Nachricht eintraf, dass de Langles Rechter von Sermaize nach Cheminon zurückgedrängt worden war und dass deutsche Truppen am Fuße des Trois-Fontaines-Plateaus standen, wurde d’Urbal angewiesen, mit seiner Kavallerie die Ostflanke des Korps Schencks zu bedrohen. Kaum hatte die Kavallerie das obere Saulx-Tal erreicht, trieb Sarrail sie weiter nach Nordosten, um einer noch größeren Gefahr jenseits der Maas zu begegnen. Obgleich es der französischen 3. Armee gelang, ein weiteres Vordringen der deutschen 5. Armee zu bannen, so blickte General Sarrail doch mit Sorgen nach rückwärts, wo deutsche Haubitzen gegen Fort Troyon in Wirkung getreten waren. Vorsorglich ließ er die Maas-Brücken sprengen und setzte zwei Kavallerie-Divisionen (2. und 7. K.D.) sowie Teile der Touler Festungsbesatzung zum Entlastungsangriff auf dem östlichen Maas-Ufer nach Norden an. Die Front des schwer bedrohten französischen 5. Corps erstreckte sich von Vassincourt nach Lisle-en-Barrois und führte über Neuville-sous-Orne, Bois-Bugné und Villotte-sous-Louppy. Eine äußerst ausgedehnte Front, die außerdem die schwere Aufgabe hatte, Bar-le-Duc zu decken. Auf der rechten Seite wurde die Verbindung von der 17. Brigade hergestellt, die vorübergehend dem 6. Corps zugewiesen war. Gegen 6 Uhr morgens begann die deutsche Bewegungen zwischen Contrisson und Vassincourt. Die französische 19. Brigade räumte Vassincourt und fiel auf Mussey zurück. Neuville-sous-Orne musste vom 46. Regiment geräumt werden. Trotzdem schien das 15. Korps an der endgültigen Verteidigung der Ebene vor Bar-le-Duc festhalten zu wollen, mittags begann man Schützengräben auszuheben.
Um 15 Uhr gingen die Franzosen wieder zum Gegenangriff über: Die 30. Division (des 15. Corps) drängt ihre Vorhut nach Mognéville, ihre Masse nach Couvonges, Beurey und Tremont vor. Trotz des heftigen deutschen Artilleriefeuers versuchte man die Ornain-Linie bei Vassincourt und die Zugänge von Mussey zu halten. Vor dem Rest der Front, zwischen Neuville-sous-Orne und dem Bauernhof Sainte-Hoilde, schienen die deutschen Truppen bereits in Defensive zu sein. Die 29. Division startete dann einen Nachtangriff auf Vassincourt, wo sie die Deutschen gegen 23 Uhr zwar überraschten, aber zurückgeschlagen wurden. Die Angriffe sollten am nächsten Tag wieder aufgenommen werden. Die Biwaklinie der beiden Korps (15. und 5.) wurde am Abend, am Hügel 184, Bois Bugné, Bauernhof Sainte-Hoilde, Ostgrat von Louppy-le-Château, Villotte-devant-Louppy, Lisle-en-Barrois eingenommen.
Am 8. September vormittags begab sich der Kronprinz erst zum Generalkommando des XVI. A.K. nach Fleury und dann zum VI. R.K. nach Rarecourt, um sich einen unmittelbaren Eindruck vom Stand der Dinge an der Front zu verschaffen. Beide Korps hatten zwar schwere Verluste gehabt, trotzdem herrschte eine gute zuversichtliche Stimmung. Am Nachmittag des 8. September unterrichtete das Oberkommando des AOK 5, den angekommenen Nachrichtenoffizier der O.H.L., Oberstleutnant Hentsch, über die Gesamtlage. Er war mit dem Auftrage zur 5. Armee entsandt worden, um Klarheit über die Gesamtlage zu erlangen. Von General Schmidt von Knobelsdorff erfuhr er, dass das IV. Kavallerie-Korps und seine beiden rechten stehenden Korps (VI. und XIII.) gerade den Vormarsch auf Bar-le-Duc fortsetzen und links das XIV. A.K. in Richtung Vaux-Marie und Rambercourt-aux-Pots einschwenkte. Das V. Armee-Korps (von Strantz) versuchte durch die Lücke bei Spada, die Durchgänge der Maas südlich von Fort Troyon zu erzwingen, das Hindernis, das dieses Fort darstellt, zu verringern, und damit Verdun vollständig einzukesseln. In der Zwischenzeit hatte das VI. A.K. in langwierigen Aktionen das bergige Waldgebiet des Argonnen durchzogen, an der Rechte forcierte General Schenk seinen Angriff gegen Pargny, in das seine Truppen um 17 Uhr einmarschierte. Maurupt wurde genommen, fiel aber bald an die Franzosen zurück. Im Zentrum lieferten sich die Hälfte des 12. Korps und das Kolonialkorps heftige Kämpfe bei Courdemanges, Ecriennes und Mont Moret. Mehrere Male aus Favresse vertrieben, hielt eine Brigade des 2. Corps schließlich das Dorf und stoppte den Vormarsch des VIII. Reserve-Korps in Richtung des Eisenbahnknotenpunkts Blesmes. General Gérard befahl seiner 4. Division, sich an der hervorragenden Position von Maurupt-le-Montoy zu befestigen und von dort aus alles was nördlich und südlich der Eisenbahnlinie führt unter dem Feuer seiner Artillerie zu nehmen. Die 3. Division (General Cordonnier) lieh der 4. Division das 72. Regiment, um Maurupt zu verteidigen. Doch in der Nacht musste sich das 18. Jägerbataillon östlich von Maurupt zurückziehen. Pargny wurde evakuiert und die Ebene den Deutschen überlassen.
Für die französische 3. Armee bestand eine doppelte Gefahr: Entweder wurde sie von Verdun abgeschnitten, oder die Lücke bei Revigny würde den Armeen des Kronprinzen und des Herzogs von Württemberg den Durchgang ermöglichen und sie ihrerseits nach Norden drängen. Sarrail stützte sich auf die Argonnen und verfügte zweifellos über große Stärke, da es die Anhöhe hielt. Das Fort Troyon lag am 8. September unter schwerem Feuer deutscher Haubitzen, hatte nur schwach erwidert und schwieg seit 11:00 vormittags ganz. Auf deutscher Seite erwartete um 16 Uhr nachmittags die Einsatzbereitschaft der österreichischen 30-cm-Mörser zur Unterstützung der bisher eingesetzten Artillerie und hoffte, das Fort noch an diesem Tag zu nehmen.

### 9. September
Am Morgen des 9. September sicherte das 2. Corps weiterhin in der Nähe der Eisenbahn die Linie Farémont-Favresse, Blesme-Maurupt-Cheminon. aber die Franzosen waren auf eine schwere Probe gestellt. Am Morgen wurde die deutsche Kanonade wieder aufgenommen: die deutschen Truppen die Mognéville besetzt hielten, versuchten Maurupt-le-Montois zu nehmen, indem man nach Süden in den Wald von Trois-Fontaines vordrang.
Die Bombardierung von Fort Troyon und Verdun dauerte am 9. September an. General Sarrail beharrte darauf, Verdun auf jeden Fall zu halten. Allerdings hatte ihm das Oberkommando, ohne diesem Wunsch im Wege zu stehen, angesichts der großen Ausdehnung der Front, der 3. Armee einen gewissen Spielraum gelassen. Joffre hatte ihm telegraphiert: „Ich ermächtige Sie, wenn Sie es für nützlich halten, ihre Kommunikation sicherzustellen und der Aktivität Ihres linken Flügels mehr Ausdauer zu verleihen. Es ist wichtig, das sie sich nicht von der 4. Armee abschneiden lassen.“ Dieser letzte Satz brachte deutlich die Hauptsorge von General Joffre zum Ausdruck: Ein Riss an der Revigny-Lücke konnte noch immer eine Katastrophe auslösen. Selbst wenn es notwendig wäre, Verdun aufzugeben, das im Falle eines eigenen Sieges schnell zurückerobert werden könnte, wäre deren Aufgabe besser, als die Front durchbrechen zu lassen. General Coutanceau meldete am gleichen Tag: „Fort Troyon hält immer noch; der Feind hat Batterien bei Mort-Homme und feuert auf den Bois-Bourru; Hügel 344 in der Nähe von Samogneux wird ebenfalls bombardiert.“
Auch die an der rechten Flanke des VI. Armee-Korps eingesetzte 25. R.D. (des XVIII. Reserve-Korps) wurde in schwere Kämpfe verwickelt, konnten sich aber in ihren Linien behaupten. Von besonderer Bedeutung war die Abwehr der französischen Angriffe südlich des Kanals bei Revigny durch die 21. Reserve-Division. Hier an der Naht zwischen der 4. und 5. Armee konnte man durch einen französischen Durchbruch in eine schwierige Lage geraten. Die 21. R.D., zu beiden Seiten bedroht und unterstützt von den abgesessenen Truppen des 4. Kavallerie-Korps, wiesen unter der Führung des Generals von Schwerin sechs französische Angriffe an der Linie Contrisson – Neuville sur Orne restlos zurück.

### Der Nachtangriff des deutschen XIII. Armeekorps bei Sommaisne
Bei der 5. Armee des deutschen Kronprinzen bereitete schwere Artillerie am 9. September auf der gesamten Front den für die Dunkelheit der Nacht reservierten Generalangriff vor. In der Nacht zum 10. September herrschte Hochbetrieb im Generalstab der 5. Armee. Die deutsche 5. Armee bereitete mit ausgiebiger Artilleriewirkung den von ihr für die Nacht vom 9. zum 10. September beabsichtigten Angriff vor. Auch wenn der Angriff des XIII. A.K. unter General von Fabeck in der Nacht vom 9. auf den 10. nicht nur gegen das französische 6. Korps gerichtet war, so handelte es sich um einen Angriff, der an den anderen Teilen der Front der Sarrail-Armee gefährlich werden konnte. Der OHL. war die Absicht des Nachtangriffs gemeldet worden. Die Hauptpunkte der Angriffe sollten am linken Ufer der Aire, auf dem Bauernhof Vaux-Marie und auf den Höhen von Courcelles erfolgen, wo die französische 40. Division verteidigte. Um 6.00 Uhr hatte auch die deutsche 4. Armee mitgeteilt, dass sie mit Tagesanbruch angreifen wolle.
Die O.H.L. teilte mit, dass auch das V. A.K. und die Hauptreserve Metz den Befehl erhalten hatte, im Anschluss an das V. R.K. und die Festung Metz sofort eine befestigte Stellung in der Wöewre-Ebene aufzubauen. Teile der deutschen 6. Armee wurden auf Metz herangeführt, die Festung und das V. A.K. der 5. Armee unterstellt. Damit war die an sich schon viel zu schwache Offensive gegen die starken Maasforts und ihr Zusammenwirken mit dem bevorstehenden Nachtangriff de facto abgesagt geworden. Auf unsere Anfrage erwiderte die O.H.L. um 7:30 abends, dass in Anbetracht der Gesamtlage die Bahnlinien über Diedenhofen und Metz auf drei Tage für Zufuhren der 5. Armee gesperrt seien. Daher sei auch die Munitionszufuhr für die 5. Armee bedroht und deshalb müsste der beabsichtigte Nachtangriff unterbleiben.
Nachdem die um 2:00 nach mittags zum Armeechef nach Triaucourt berufenen Korpschefs ihren Vortrag in gleichem Sinne gehalten hatten, wurde um 3:30 früh der Befehl erlassen: nächtlicher Eingriff des XIII. Armee-Korps (26. und 27. Inf.-Div.sowie 12. Res.-Div.) und des XVI. A.K. (33. und 34. Inf.-Div.), um im Schutze der Dunkelheit und weniger behindert durch die feindliche Artilleriewirkung, das vom Feinde beherrschte Höhengelände in der allgemeinen Linie Ganicourt-Erize la Petite-Issoncourt-Zeippes-Gouilly zu stürmen. Das VI. A.K. mit zugeteilter 25. R.D. hatte den Flankenschutz nach rechts zu übernehmen. Um 5:50 früh begann die deutsche 33. I.D. bei Zeippes, die 34. I.D. bei Serancourt anzugreifen. Nach einem heftigen Bombardement griffen die Deutschen auch in Richtung Lisle-en-Barrois an; das französische 5. Corps zog sich in Richtung Condes zurück. Es gab erhebliche Verluste, General de Féraudy war gefallen. Rechts war die 40. Division, links drei Jägerbataillone (26., 29. und 25.) sowie eine Brigade der 12. Division (mit dem 132. und 106. Regiment) angegriffen worden. Eine Brigade der 12. Division, die nicht angegriffen wurde, behauptete aber den Höhenrücken zwischen Rambercourt und Chaumont. Die Front der 40. Division (General Leconte) wurde zurückgeworfen und etablierte sich zwischen Chaumont und Courouvre. Die drei Jägerbataillone zogen sich auf das Signal von Beauraing zurück und formierten sich neu. Eine Brigade der 12. Division konnte sich mit Unterstützung der 54. und 67. Reserve-Division im Bois du Fayet halten. Beim 6. Corps ging die 17. Brigade bei Tagesanbruch langsam zurück, überquerte die Bahnlinie und wich in Richtung Erize-la-Grande aus. Die 12. Division überließ Rembercourt und die Vaux-Marie-Farm den Deutschen. Die 40. Division musste Courcelles aufgeben, stoppte jedoch den deutschen Vormarsch vor Erize-la-Petite. Am Abend des Tages setzten die Deutschen ihre Angriffe in Richtung Chaumont und Neuville fort. Nach der Eroberung von Sommaisne und Vaubécourt wollten die Deutschen Rembercourt-aux-Pots einnehmen, konnten dieses Dorf jedoch nicht mehr erreichen.
Jedenfalls verfügte die O.H.L. im Nachhinein, dass der abgesagte Angriff des V. A.K. gegen die Maasforts in verstärktem Maße wieder aufzunehmen sei, und dass das auf Metz anrollende bayerische I. Armee-Korps dem Kommandierenden General des V. A.K., General von Strantz, zum Einsatz in der Woewre-Ebene unterstellt werde. Während am 10. um 5 Uhr morgens beim 6. Corps der Befehl einlangte, „so lange wie möglich durchzuhalten“, erfuhr man, dass die deutschen Streitkräfte in der Nacht durch die Wälder von Champ-Midi und de la Charpenterie angegriffen hatten und dass sie auch die gesamte Linie des 5. Corps, insbesondere die Front der 18. und 58. Brigade, zurückgedrängt hatten. Unter dem Druck dieses Nachtangriffs hatte die 17. Brigade den Ostkamm von Lisle-en-Barrois verloren und war auf Maratz-la-Grande zurückgefallen, wodurch sie die Deckung des Père-Boeuf-Wald aufgab, während die 18. und die 58. Brigade auf Génicourt und Condé zurückging. Den beiden Brigaden (18. und 58.) wurde befohlen, sich neu zu organisieren, während sich die Jägerbataillone (25., 26. und 29.) den Feind heldenhaft entgegenwarfen, um jeden Preis den südlichen Teil des Bois du Père-Boeuf zu bewahren, sowie die Verbindung zum 6. Corps über die Höhe 216 und den Wald von Haraumont sicherstellten. Die 65. Reserve-Division wurde bei Seraucourt und Signal d'Heippes zurückgewiesen, die aus Saint-André kommenden Deutschen griffen mitten in der Nacht auch die 75. Reserve-Division an. Heippes war bei Tagesanbruch verloren, und am Morgen kämpfte man bereits auf dem Plateau nördlich von Rambluzin.
Das Generalkommando des XIII. A.K. stand mit der 26. und 27. Infanterie-Division. schon ab 6:20 im Angriff auf Sommaisne, die Truppen kämpften um die Höhe 309 westlich Erize la Petite. Die Artillerie hielten den nördlichen Teil von Erize-la-Grande unter Feuer, die Infanterie ging aber gegenüber der 67. und 75. Reserve-Division nicht über Sérancourt und Mondrécourt hinaus vor. Die 72. Reserve-Division erweiterte ihre Front nach links, um den Abzug der benachbarten Divisionen zu verschleiern. Zu Beginn des Nachmittags wurde Souilly aufgegeben und die Division zog sich in den Wald von Souilly zurück, von wo aus sie in die Hauts de Meuse geschickt wurde, wobei die 67. Reserve-Division vom Schlachtfeld entfernt wurde, ohne dass die Deutschen es bemerkten. In den Verwirrungen eines Nachtangriffs feuerten die Truppen beider Seiten auch aufeinander, die Verluste waren erheblich. Fast alle hochrangigen Offiziere des 106. Linien-Regiments wurden getötet oder verwundet. Die Reservedivisionen zogen sich vorzeitig zurück, die 65. ziemlich überstürzt: General Bizot meldete, dass der Rückzug hauptsächlich darauf abzielte, die dislozierten Einheiten neu zu ordnen. In derselben Nacht versuchten auch Teile des V. Armee-Korps, die Maas in Richtung Bannoncourt zu überqueren und etwas flussaufwärts von Croix-sur-Meuse die Spada-Schlucht zu durchschreiten. General Sarrail hatte hier bereits die 7. Kavalleriedivision (General d’Urbal) den deutschen Kräften entgegengestellt, die im Rücken der 3. Armee die Überquerung der Maas versuchten. Das V. Armee-Korps, noch geschwächt von seinem Scheitern bei Virton, griff aber nur schwach an und konnte keine Erfolge erzielen.

### 10. September
Am 10. September um 9.00 Uhr traf Oberstleutnant Richard Hentsch nochmalig im Hauptquartier der 5. Armee in Varennes, während die Truppen im Sektor Vavincourt-Rembercourt-Beauzée-Saint-André gerade im Angriff standen. Hentsch berichtete über die nach seiner Meinung ungünstig gestaltete Gesamtlage. Die Armeen müssten durch Rückzug hinter die Marne vom Feind abgesetzt werden! Der rechte Flügel der 2. Armee, die „nur noch Schlacke“ sei, wäre zurückgeworfen, so dass starke feindliche Kräfte einen Keil zwischen und 2. Armee getrieben hätten. Auch die 3. und 2. Armee seien im Rückzug, die 4. schließe sich an. Er hätte die mündliche Vollmacht, den Armeen den Rückzugsbefehl zu geben. Kronprinz Wilhelm und sein Stabschef, General Konstantin Schmidt von Knobelsdorf protestierten gegen diese Bestimmungen und ersuchten General von Moltke um Fortführung der eigenen Offensive.
Die folgende Verwirrung in den Anweisungen in den deutschen Stäben beweist, dass im deutschen Oberkommando eine unglaubliche moralische und intellektuelle Unordnung herrschte. Am Nachmittag tauchten bei der Gerüchte über die ungünstige Lage bei der 1. und 2. Armee auf, ohne dass ihr Ursprung oder ihre Richtigkeit bestätigt werden konnten. Starke französische und englische Streitkräfte sollten die inneren Flügel beider Armeen flankierend angegriffen und die 2. Armee zum Rückzug gezwungen haben, dem sich auch der rechte Flügel der 3. Armee über Chalons anschließen müsse. Der Befehl der Obersten Heeresleitung, nach dem die 4. Armee bis an Linie Francheville – Revigny zurückzugehen hatte, wies auch die 5. Armee an, in den erreichten Stellungen zu verbleiben; nur der Angriff gegen die Maas-Forts sollte weiterhin durchgeführt werden. Die Lage der 5. Armee mit ihrem rechten Flügel, von Vassincourt südöstlich Revigny bis Heippes, der noch sprungbereit auf Bar-le-Duc stand, war nicht ungünstiger als am Tag zuvor. Teile des XVIII. R.K., das VI., XIII. und das XVI. A.K. fochten zwar verlustreich, aber noch durchaus erfolgreich. Der linke Flügel der 5. Armee erwehrte sich bei Seippes-Gouilly standhaft aller Ausfälle aus der Festung. Trotzdem war die Widerstandsfähigkeit des 6. Korps, welches den Hauptangriff des XIII. A.K. in der Nacht und am Morgen des 10. September abgefangen hatte, für die Franzosen ermutigend. Gegen Mittag verlor der deutsche Angriff seine Kraft. Die Meldung, dass das V. A.K. auf unmittelbaren Befehl der O.H.L. in seinem Angriff gegen das Fort Troyon angehalten worden sei, um einen etwaigen Durchbruch starker östlich St. Mihiel gemeldeter Kräfte zwischen Verdun und Metz zu verhindern. Nachmittags meldete die 5. Armee, dass sie mit dem VI., XIII., XVI. A.K. und der 12. R.D. den Feind in schweren Kämpfe aus der Linie Louppy-Rembercourt-Courcelles-Rignaucourt-Souilly gedrängt hatten. Das V. A.K. und die Hauptreserve Metz blieben weiterhin zum Angriff gegen die Maasforts-Linie Troyon – Camp des Romains angesetzt. General Herr übernahm das Kommando über die Korpsartillerie und die Artillerie der 12. Division sowie über die wenigen 12 cm Batterien. Um 19 Uhr gab Sarrail seine Befehle für den nächsten Tag aus: Der Operationsbefehl verlangte, dass das 6. Korps die deutschen Bewegungen an seiner Flanke bedrohte, indem es dieselben Stellungen festhielt. Es wurde links vom 5. Korps und rechts von den vor Ort Widerstand leistenden Reservedivisionen unterstützt, durch die 65. bei Longchamps-Neuville, der 67. durch die bei Courouvre-Lahaymeix und durch die 75. Reserve-Division bei Nicey-Pierrefitte.
Bis zum Abend des 10. September sah es für die Franzosen insgesamt deutlich günstiger aus. Das XVIII. Reserve-Korps wurde vom französischen 15. Corps zurückgeschlagen, das bis an die nördlichen Ränder des Bois des Trois-Fontaines nachdrang. Der Schwung des deutschen Angriffes war gebrochen, man hatte enorme Verluste erlitten: Die Überreste von 10.000 Mann wurden begraben.
Gegen Abend des 10. September leitete der Befehl der O.H.L. infolge der allgemeinen Wendung den weiteren Rückzug ein: Die 2. Armee sollte in Richtung auf Reims hinter die Vesle, mit linkem Flügel auf Thuizy zurückgehen und die 1. Armee nach eigenem Ermessen den Anschluss an die 2. Armee hinter der Vesle und Aisne nehmen. Während die 3. und 4. Armee hinter die Marne auf die Linie Mourmelon le Petit—Francheville – Revigny nördlich des Kanals zurückzugehen hatte, sollte die 5. Armee ihre erreichten Stellungen noch defensiv halten. Vor der Front des XVI. AK. waren Mondrecourt und Zeippes geräumt, und die deutschen Truppen zogen von Courouvre in südwestlicher Richtung ab. Andererseits wurde auch offenbar, dass die Offensive des Generals Sarrail zur Umfassung des östlichen Flügels der 5. Armee durch den überraschenden Gegenangriff vollkommen missglückt war. Auch die Verhältnisse der zum Durchbruch durch die Maasforts und zur Vollendung des Abschlusses von Verdun angesetzten Truppen erfuhren eine wesentliche Festigung durch die Bildung einer Armee-Abteilung unter dem Kommandierenden General des V. A.K. von Strantz. Er vereinigte alle im Raume zwischen Maas und Mosel befindlichen Truppen unter seinem Befehl, unterstand aber selbst dem Oberkommando der 5. Armee, wodurch die Einheitlichkeit der Operationen um Verdun besser gewährleistet wurde.
Die Anregung eines Abgesandten der Obersten Heeresleitung, am Südrand der Argonnen zu verbleiben, lehnte das Armeeoberkommando entschieden ab. Jetzt, wo die 6. und 7. Armee keinen Erfolg gehabt hätten, sei es dem Feind unbenommen, Kräfte nach Norden zu schieben und dem V. Armeekorps, das noch im Angriff gegen die Sperrforts lag, in die Flanke zu fallen.

### 11. September
Durch die Weisung der Obersten Heeresleitung vom 11. September nachmittags wurde der 5. Armee dann der Rückzug bis in die Linie St. Menehould – Clermont, der 4. Armee an den Abschnitt Suippes – St. Menehould befohlen. Die Oberste Heeresleitung genehmigte am 12. September – unter Einstellung des Angriffs auf die Maas-Forts – den weiteren Rückzug der 5. Armee auf die Linie Binarville – Varennes, eine Maßnahme, die dann allerdings auch wieder ein Zurücknehmen der 4. und 3. Armee zur Folge hatte. Für die 5. Armee war aber durch die neue Aufstellung jede Flankenbedrohung aus Verdun ausgeschaltet, die Armeefront erheblich verkürzt und für die Verteidigung günstigere Bedingungen geschaffen.

## Ausklang der Argonnen-Kämpfe
Die Verfolgung durch die französische 3. Armee kam erst am 11. September in Schwung: dem 5. Corps war es noch am Vortag nur mit Mühe gelungen, sich bei Baulny, Charpentry, Cheppy und dem nördlichen Rand des Waldes von Malancourt zu halten. Um die Bewegung des 5. Corps in Richtung Avocourt und nach Norden zu unterstützen, hatte das 15. Corps die Artillerie seiner 30. Division an den Rand von Montzéville gebracht und die Vorhut erreichte Esnes. Tatsächlich erreichte dann die 10. Division Avocourt, die 9. Division hatte die größten Schwierigkeiten, über Varennes hinaus vorzudringen. Wenige Tage darauf konnte das 5. Corps Montblainville, Varennes, Cheppy, Boureuilles und Vauquois zurückerobern, wodurch die französische Linie wieder am Hügel 285, bei La Chalade und Maison Forestier stand. Am Abend war die 30. Division vom nördlichen Rand von Esnes bis Béthelainville verteilt, während die 29. Division, deren Großteil bis Frémeréville verteilt war, ihre Vorhut am Bois de Cumières und auf der Höhe am Toten Mann verankert hatte. Man war mit der 72. Reserve-Division verbunden, die am Flussufer in Richtung Samogneux stationiert ist. Die beiden Divisionen des 6. Corps hatten die Maas überquert, die 12. Division bei Charny in Richtung Louvemont-Beaumont, die 40. Division bei Verdun und marschierten in Richtung Ornes – Ferme Saint-André. General Verraux errichtete seinen Kommandoposten im Fort Douaumont und das Hauptquartier Sarrails wurde in Verdun errichtet.
Als die 4. Armee am Morgen des 12. September bei Sermaize angriff, wurde die Offensive des 15. Corps erleichtert, das auf den Marne-Kanal zwischen Contrisson und Neuville-sur-Orne vorrückte. Vor dem in Richtung Lainlont vorgehenden 5. Corps fand man keine deutschen Kräfte mehr. Die Situation änderte sich in den Tagen des 12. und 13. September kaum. Das Ornain-Tal wurde von deutschen Truppen gesäubert, die sich noch auf der Höhenlinie Villers-aux-Vents, Louppy-le-Château und Érize-la-Petite aufhielten. Am 13. September um 15 Uhr hielt ein Verbindungsoffizier des Hauptquartiers diesen Vortrag: Die 3. Armee rückt vor, vor dem 5. Corps wird Belval evakuiert, abends wird Triaucourt erreicht. Vor dem 15. Corps war Pretz-en-Argonne von den Deutschen geräumt worden, das 6. Corps hat Issoncourt erreicht. Die 72. Reserve-Division hat den Befehl erhalten, in Richtung Clermont-en-Argonne vorzustoßen.
Nachdem die deutsche 4. Armee den Rückmarsch am 11. September angetreten hatte, bezog sie am 13. die Linie Souain – Binarville, von den Franzosen scharf verfolgt. Der Gefahr einer Umfassung ihres linken Flügels im Bereich Binarville aus dem Gruerie-Wald sah man mit Sorge entgegen, da das abfallende Gelände sich dafür gut eignete. Am 13. September um 10 Uhr morgens, während die 19. Chasseurs bei Braux-Saint-Remy den Kontakt mit den deutschen Truppen fanden, erreichten die beiden Divisionen des Armeekorps Sivry-Ante; (3. Division) und Sommeilles-le Châtelier (4. Division). Um 15 Uhr wurde die Vorhut der 3. Division von den Deutschen festgehalten, das Korps konnte Sainte-Menehould nicht mehr erreichen und blieb zwischen Vieil-Dampierre und Givry sowie zwischen Braux und Sivry stationiert. De Front der französischen 4. Armee richtete sich wieder nach Norden aus und stand zwischen Souain und Sainte-Menehould im Kontakt mit starken deutschen Nachhuten. Am Morgen des 13. erfuhr man, dass die 9. Kavalleriedivision, die als Vorhut in Richtung Nordosten südlich von Suippes marschierte, durch schwere Artillerie beschossen wurde. Die Truppen des 21. Corps, welches in Richtung Suippes und das 12. Corps, das in Richtung Somme-Bionne und Valmy vorging, stießen auf deutsche Infanterie und Artillerie.
Am 14. September überließ die 4. Armee das 21. Corps der 9. Armee und nahm bei Perthes-les-Hurlus, Ville-sur-Tourbe und Vienne-la-Ville den Stellungskrieg auf. Das rechts anschließende Kolonial-Korps (General Lefèvre) war am 12. September noch in der Defensive verblieben. Gegen 10 Uhr stellte sich dann heraus, dass die Deutschen Frignicourt und Vauclerc evakuiert hatte. In zwei Kolonnen wurde der Vormarsch am 12. September aufgenommen: Der bei Vanault-les-Dames gemeldete deutschen Nachhut versuchte nicht, standzuhalten.
Der Argonnenwald musste am 13. September von den Deutschen in finsterer Nacht durchquert werden und auf Anweisung des Oberkommandos der 5. Armee wurde auf der Linie Apremont – Montfaucon – Gercourt wieder Front gemacht. Die Franzosen rückten in Richtung auf Ville-sur-Tourbe nach und erreichten bis zum Abend Valmy und Braux-Sainte-Cohière. Bald erfuhr die Aufklärung, dass Wargemoulin brannte und die Lage des 17. Corps schwierig war. Die 23. Division (General Manson) unterstützte dann beim Angriff auf die Farm Beauséjour und die 24. Division griff bei Laval, Somme-Tourbe und Somme-Bionne eint. Gleichzeitig wurde das 12. Corps in die Armeereserve überführt. Am 14. wurde der Vormarsch in Richtung Vouziers fortgesetzt; um 12:30 der Hügel 191 nördlich von Massiges erreicht. Die Vorhut musste gegen 10 Uhr morgens nördlich von Ville-sur-Tourbe aufmarschieren und konnte trotz der Unterstützung durch Artillerie in Richtung Berzieux den Hügel 150 nicht überschreiten. Am nächsten Tag, dem 15. September, wurden alle Angriffe durch deutsche Schützengräben und Artillerie-Kreuzfeuer gestoppt.
Am 14. September grub sich die deutsche 5. Armee auf der allgemeinen Linie Chatel – Charpentry – Montfaucon – Béthincourt – Forges ein, die 4. Armee stand mit ihren äußerst linken Flügel auf der Höhe vom Binarville. Unter starkem Feinddruck zogen sich auch die letzten deutschen Nachhuten auf die Nachhutstellung Varennes zurück, die wichtigste Stellung Boureuilles – Vauquois musste aufgegeben werden. Somit ging auch das wichtige Vauquois, von welchem das Aire-Tal samt Straßen zu überwachen war, verloren. Dabei ließ sich nicht verhindern, dass zwischen den Armeen nun eine 4 Kilometer breite Lücke entstand, welche für die Armeeoberkommandos jedoch unerheblich war, da die Argonnen hier für Operationen nicht geeignet erschien. Nur durch das Aufstellen von schwachen Sicherungen an der Querstraße Binarville – Apremont durch das Landwehr-Infanterie-Regiment 26 wurde die entstandene Lücke überwacht. Die Franzosen nutzten diese Gelegenheit, besetzten „Le Four de Paris“ und nach einzelnen belanglosen Gefechten fiel die wichtigste Verbindungsstraße der Argonnen in ihre Hände. Unter Druck der starken französischen Infanterie ging auch die Nachhutstellung Varennes bald verloren. Im weiteren Zuge trat der Franzose nordwärts durch den Wald weiter an, besetzte die ehemaligen Jagdsitze Barricade-Pavillon, St. Hubertus sowie Bagatelle-Pavillon und drang in den Grurie-Wald südlich von Binarville ein. Am 15. September versuchte das französische 2. Corps, rechts vorwärts entlang des Argonnenwaldes, seine Bewegung fortzusetzen. Die 3. Division, die eine organisierte Linie vor sich hatte, griff sie um 10:30 Uhr nach einer Artillerievorbereitung auf der nördlichen Höhe von Servon, von Hügel 140 bis Hügel 176, an. Ein deutscher Gegenangriff eroberte Servon zurück; um 17 Uhr wurde General Cordonnier, Kommandeur der 3. Division, verwundet und durch General Carré vertreten. Die Truppen des 2. Corps versuchten vergeblich, Binarville zu erreichen. Die Deutschen eroberten den Südrand dieses Dorfes zurück, gewannen in den Wäldern von La Grurie an Boden, konnten aber Vienne-le-Chateau nicht erobern, von dem sie keinen Stein stehen ließen. Bagatelle fiel ebenfalls in die Hände der Deutschen, aber obwohl diese bis nach La Harazee in den Wald eindrangen, konnten sie die Biesme nicht mehr überqueren. Das 5. Korps, links von der 3. Armee, war nicht so schnell in ihrer Verfolgung gewesen wie die 2. Corps; die Verbindung der beiden Armeen konnte daher nicht wie geplant am Kreuzungspunkt von La Viergette stattfinden.
Am 15. September wichen die deutschen Nachhuten weiter aus, die nachrückenden Franzosen befanden sich schon nah der Hauptstellung an der Linie Apremont – Baulny – Charpentry, dessen Orte unter französischem Beschuss in Flammen aufgingen. Vauquois wurde durch deutsche Artillerie ebenfalls ein Raub der Flammen. Abends lief die Front von Montblainville über Very – Malancourt nach Forges. Aufklärungspatrouillen deutscherseits konnten keine Feindaufklärung betreiben, da sie frühzeitig angeschossen wurden. Um der rechten Flanke Luft zu schaffen, trat am 18. September das Infanterie-Regiment 122 (26. Infanterie-Division) von den Höhen östlich Chatel gegen Montblainville an.
Am 23. und 24. September gab das 5. Corps bei Montblainville wieder nach, verlor Varennes und erlaubte den deutschen Verbänden, sich Meurissons und Le Four de Paris wieder zu nähern. Daraufhin ordnete das Oberkommando der 5. Armee einen allgemeinen Angriff am 20. September an, dieser wurde durch das Große Hauptquartier jedoch um 2 Tage verschoben. Dieser Zeitraum wurde von den Franzosen genutzt, um ihre Stellungen zu verstärken und weitere Kräfte an die Waldränder zu verlegen. Am 29. September griff das deutsche XVI. Armee-Korps gleichzeitig bei La Chalade, Le Four de Paris und La Harazee an und erreichte den Raum nahe Biesme. Es muss angemerkt werden, dass zur gleichen Zeit General von Strantz die Hauts de Meuse bezwang, das Fort du Camp-des-Romains eroberte, die Maas überquerte und sich bemühte, über Chauvoncourt hinaus nach Westen vorzurücken. Dies bedeutete die Umhüllung von Verdun durch St. Mihiel und durch die Biesme und war die kritischste Zeit des Kampfes in Argonnen. Am 30. September wurden die Deutschen in der Nähe von La Chalade überrascht und über St. Hubert zurückgetrieben. Um den Bois de Bolante, La Fille Morte und Courtes-Chanvres wurden letzte Kämpfe geführt.
Ab dem 6. Oktober war die Front in den Argonnen praktisch endgültig im Stellungskrieg festgelaufen. Der Großteil der Argonnen blieb unter französischer Kontrolle, die Front stabilisierte sich.